# Róbert Pich
Róbert Pich (* 12. November 1988 in Svidník) ist ein slowakischer Fußballspieler, der auf der Position des Stürmers spielt.

## Jugend
Pich lernte das Fußballspielen mit sechs Jahren, spielte in seiner Jugend bis 2007 beim MŠK Tesla Stropkov und die Spielzeit 2007/08 beim Slavia Prag.

## Vereinskarriere
Pich spielte erst in der slowakischen zweiten Spielklasse für den ŽP Šport Podbrezová. Dann wechselte er für ein Jahr und sechs Monate zum FK Dukla Banská Bystrica. Im Januar 2011 erhielt er beim MŠK Žilina einen Vertrag für dreieinhalb Jahre. Nach 90 Ligaspielen und 29 Toren wechselte er im Februar 2014 in die polnische Ekstraklasa zu Śląsk Wrocław. Im August 2015 ging Pich zum 1. FC Kaiserslautern in die 2. Bundesliga. Anfang 2016 wurde er für ein halbes Jahr zurück nach Breslau verliehen. Im Dezember 2016 wurde sein bis 2018 laufender Vertrag aufgelöst. Im Januar 2017 kehrte er zum dritten Mal zurück nach Polen und schloss sich seinem ehemaligen Verein Śląsk Wrocław an. Sein Vertrag wurde im Sommer 2018 um zwei weitere Jahre verlängert.
Zur Saison 2022/23 wechselte er zum Ligakonkurrenten Legia Warschau und unterschrieb dort einen Vertrag mit einer Laufzeit von zwei Jahren.

## Nationalmannschaft
Pich absolvierte im Jahr 2010 ein Spiel für die slowakische U-21-Nationalmannschaft.